# Coryphopterus bol
Coryphopterus bol es una especie de peces de la familia de los Gobiidae en el orden de los Perciformes.

## Morfología
Los machos pueden llegar a alcanzar los 3,2 cm de longitud total.

## Distribución geográfica
Se encuentra en Puerto Rico, las Islas Vírgenes Norteamericanas y la costa atlántico de Panamá.

## Observaciones
Es inofensivo para los humanos. 